# The Lamb Lies Down on Broadway Tour
Die The Lamb Lies Down on Broadway Tour war eine Konzerttournee der britischen Progressive-Rock-Band Genesis, bei der sie ihr Konzept-Doppelalbum The Lamb Lies Down on Broadway (1974) in voller Länge aufführte. Die Tour, auf der die Geschichte des Albums durch eine Dia-Show, aufwendige Bühnenkulissen und die Verwendung verschiedener Kostüme musikalisch und visuell dargestellt wurde, war zugleich die letzte Genesis-Tour mit Frontmann und Gründungsmitglied Peter Gabriel.

## Hintergrund
Die The Lamb Lies Down on Broadway Tour startete am 20. November 1974 in Chicago und endete am 22. Mai 1975 in Besançon (die letzten drei geplanten Konzerte am 25., 26. und 27. Mai in Poitiers, Saint-Étienne und Toulouse mussten aufgrund geringer Ticketverkäufe abgesagt werden). Die Tournee umfasste insgesamt 103 Konzerte und führte die Band durch Nordamerika und Europa.
Auf den Konzerten spielten Genesis das Doppelalbum in voller Länge, lediglich ergänzt durch die beiden Zugaben The Musical Box und Watcher of the Skies. Dies geschah nicht unbedingt zur Freude von Tony Banks und Phil Collins, die beide zu Recht befürchteten, dass ihr Publikum sich von der Fülle an neuem Material überfordert fühlen könnte, insbesondere in den USA, wo das Album erst Tage nach dem dortigen Tourstart veröffentlicht wurde.
Die Bühnenshow der Tour war bis dato die aufwändigste Multimedia-Show auf einer Genesis-Tournee und umfasste drei Hintergrundbildschirme, auf denen 1.450 von Geoffrey Shaw entworfene Dias von acht Projektoren und einer Laserbeleuchtungsanzeige gezeigt wurden. Tony Banks erinnerte sich später, dass die Dias nur bei vier oder fünf Shows annähernd perfekt funktionierten. Auch angesichts Peter Gabriels Einsatz von Bühnenkostümen setzte die Tour neue Akzente. Gabriel veränderte in der Rolle des Rael (dem puertorikanischen Protagonisten der Geschichte des Albums) sein Aussehen mit einem Kurzhaarschnitt und kleidete sich in Lederjacke, T-Shirt und Jeans. Während The Lamia umgab er sich mit einer sich drehenden kegelförmigen Struktur, die mit Schlangenbildern verziert war. The Colony of Slippermen zeigte Gabriel als einen der Slippermen in einem warzenbedeckten Kostüm mit aufblasbaren Genitalien. Dieses Kostüm bereitete Gabriel oft Schwierigkeiten dabei, in sein Mikrofon zu singen. Collins erinnerte sich später: „Er steckte in diesem ‚Slipperman‘-Kostüm und versuchte, das Mikrofon irgendwie in die Nähe seines Munds zu bekommen, verwickelte sich und geriet dabei völlig außer Atem. Gegen Ende fand ich, dass der Gesang nicht wirklich zu hören war.“ Bei It löste eine Explosion zwei Blitzlichter aus, die Gabriel und eine identisch gekleidete Schaufensterpuppe auf beiden Seiten der Bühne sichtbar machten, so dass das Publikum nicht wusste, welches der echte Rael war. Das Lied endete damit, dass Gabriel in einem Lichtblitz und einer Rauchwolke von der Bühne verschwand.
Die aufwändige Bühnenproduktion verschlang viel Geld und hinterließ der Band einen Schuldenberg von geschätzten 220.000 Pfund.
Viele Musikjournalisten, die den Konzerten beiwohnten, beschränkten sich in ihren Kritiken oft auf Gabriels theatralische Darbietung und betrachteten die musikalische Darbietung der Band als zweitrangig, was den Rest der Band verärgerte. Collins sagte später: „Die Leute rasten direkt an Tony, Mike, Steve und mir vorbei, gingen direkt auf Peter zu und sagten: 'Du bist fantastisch, wir haben die Show wirklich genossen.' Aus dem Konzert einer Musikgruppe wurde für das Publikum plötzlich eine One-Man-Show.“
Schon in den ersten Tagen der Tournee im November 1974 teilte Peter Gabriel seinen Bandkollegen mit, dass er die Gruppe nach Abschluss der Tournee verlassen würde. Die Entscheidung wurde während der gesamten Tournee vor Außenstehenden und Medien geheim gehalten, und Gabriel versprach der Band, nach ihrem Ende im Mai 1975 noch eine Weile darüber Stillschweigen zu bewahren, um ihnen etwas Zeit zu geben, sich auf eine Zukunft ohne ihn vorzubereiten. Im Verlauf des Sommers 1975 machten bereits erste Gerüchte die Runde, und Gabriel verfasste schließlich ein persönliches Statement an die englische Musikpresse, in dem er seine Gründe und seine Sicht auf seine bisherige Karriere darlegte; es wurde im August 1975 in mehreren großen Rockmusikmagazinen abgedruckt. In seinem offenen Brief begründete er seinen Ausstieg mit seiner Desillusionierung gegenüber der Musikindustrie und seinem Wunsch, mehr Zeit mit seiner Familie zu verbringen.

## Liveaufnahmen
Ein Großteil des am 24. Januar 1975 im Shrine Auditorium in Los Angeles aufgezeichneten Konzertes erschien 1998 auf der 4CD-Box Archive I – 1967–1975. Da jedoch Peter Gabriel und Gitarrist Steve Hackett bei den Vorbereitungen zur Veröffentlichung des Archivs mit ihren musikalischen Anteilen nicht zufrieden waren (Gabriel aufgrund der vom Slipperman-Kostüm verursachten Gesangsschwierigkeiten und Hackett aufgrund seiner damaligen, wegen einer Handverletzung eingeschränkten Spielfähigkeit), wurden viele Gesangs- und einige Gitarrenspuren nachträglich neu im Studio eingespielt. Beim Abschlusssong It handelt es sich zudem um eine überarbeitete Studioversion mit neuem Gesang, da die als Quelle für die Veröffentlichung verwendete Aufnahme vorzeitig beendet werden musste, weil das Aufnahmeband keine ausreichende Kapazität für die vollständige Show besaß.
Der Auftritt der Band am 15. April 1975 im Londoner Empire Pool wurde ebenfalls von der BBC aufgezeichnet und in Ausschnitten als Radiokonzert gesendet. Die bei diesem Konzert entstandene Aufnahme von Watcher of the Skies erschien 2023 im Boxset Genesis – The BBC Broadcasts.

## Setlist

### Beispiel-Setlist
- The Lamb Lies Down on Broadway
- Fly on a Windshield
- Broadway Melody of 1974
- Cuckoo Cocoon
- In the Cage
- The Grand Parade of Lifeless Packaging
- Back in N.Y.C.
- Hairless Heart
- Counting Out Time
- The Carpet Crawlers
- The Chamber of 32 Doors
- Lilywhite Lilith
- The Waiting Room
- Anyway
- Here Comes the Supernatural Anaesthetist
- The Lamia
- Silent Sorrow in Empty Boats
- The Colony of Slippermen
- Ravine
- The Light Dies Down on Broadway
- Riding the Scree
- In the Rapids
- It

Zugaben:
- The Musical Box
- Watcher of the Skies

## Tourdaten
| Nr.                 | Datum               | Stadt               | Land                | Veranstaltungsort                      |
| Leg 1 – Nordamerika | Leg 1 – Nordamerika | Leg 1 – Nordamerika | Leg 1 – Nordamerika | Leg 1 – Nordamerika                    |
| ------------------- | ------------------- | ------------------- | ------------------- | -------------------------------------- |
| 1                   | 20. November 1974   | Chicago             | Vereinigte Staaten  | Auditorium Theatre                     |
| 2                   | 21. November 1974   | Chicago             | Vereinigte Staaten  | Auditorium Theatre                     |
| 3                   | 22. November 1974   | Indianapolis        | Vereinigte Staaten  | Indiana Convention Center              |
| 4                   | 23. November 1974   | St. Louis           | Vereinigte Staaten  | Ambassador Theatre                     |
| 5                   | 25. November 1974   | Cleveland           | Vereinigte Staaten  | Music Hall                             |
| 6                   | 26. November 1974   | Cleveland           | Vereinigte Staaten  | Music Hall                             |
| 7                   | 27. November 1974   | Columbus            | Vereinigte Staaten  | Veterans Memorial Auditorium           |
| 8                   | 28. November 1974   | Detroit             | Vereinigte Staaten  | Masonic Temple Theater                 |
| 9                   | 29. November 1974   | Fort Wayne          | Vereinigte Staaten  | National Guard Armory                  |
| 10                  | 30. November 1974   | Pittsburgh          | Vereinigte Staaten  | Syria Mosque                           |
| 11                  | 1. Dezember 1974    | Baltimore           | Vereinigte Staaten  | Lyric Opera House                      |
| 12                  | 2. Dezember 1974    | Washington, D.C.    | Vereinigte Staaten  | Warner Theatre                         |
| 13                  | 4. Dezember 1974    | Richmond            | Vereinigte Staaten  | The Mosque                             |
| 14                  | 5. Dezember 1974    | Philadelphia        | Vereinigte Staaten  | Civic Center                           |
| 15                  | 6. Dezember 1974    | New York City       | Vereinigte Staaten  | Academy of Music                       |
| 16                  | 7. Dezember 1974    | New York City       | Vereinigte Staaten  | Academy of Music                       |
| 17                  | 8. Dezember 1974    | Providence          | Vereinigte Staaten  | Palace Concert Theater                 |
| 18                  | 9. Dezember 1974    | Boston              | Vereinigte Staaten  | Music Hall                             |
| 19                  | 11. Dezember 1974   | Albany              | Vereinigte Staaten  | Palace Theatre                         |
| 20                  | 12. Dezember 1974   | Waterbury           | Vereinigte Staaten  | Palace Theater                         |
| 21                  | 13. Dezember 1974   | Passaic             | Vereinigte Staaten  | Capitol Theatre                        |
| xx                  | 14. Dezember 1974   | Indianapolis        | Vereinigte Staaten  | Market Square Arena                    |
| 22                  | 15. Dezember 1974   | Montréal            | Kanada              | Forum                                  |
| 23                  | 16. Dezember 1974   | Toronto             | Kanada              | Maple Leaf Gardens                     |
| 24                  | 17. Dezember 1974   | Rochester           | Vereinigte Staaten  | Auditorium Theatre                     |
| 25                  | 18. Dezember 1974   | Buffalo             | Vereinigte Staaten  | Century Theatre                        |
| Leg 2 – Nordamerika |                     |                     |                     |                                        |
| 26                  | 10. Januar 1975     | West Palm Beach     | Vereinigte Staaten  | Auditorium                             |
| 27                  | 11. Januar 1975     | Lakeland            | Vereinigte Staaten  | Civic Center                           |
| 28                  | 13. Januar 1975     | Atlanta             | Vereinigte Staaten  | Municipal Auditorium                   |
| 29                  | 15. Januar 1975     | Chalmette           | Vereinigte Staaten  | St. Bernard Civic Auditorium           |
| 30                  | 17. Januar 1975     | Houston             | Vereinigte Staaten  | Music Hall                             |
| xx                  | 18. Januar 1975     | University Park     | Vereinigte Staaten  | McFarlin Memorial Auditorium           |
| 31                  | 19. Januar 1975     | Oklahoma City       | Vereinigte Staaten  | Civic Center Music Hall                |
| 32                  | 21. Januar 1975     | Boulder             | Vereinigte Staaten  | CU Boulder Mackey Auditorium           |
| 33                  | 22. Januar 1975     | Berkeley            | Vereinigte Staaten  | Community Theatre                      |
| 34                  | 24. Januar 1975     | Los Angeles         | Vereinigte Staaten  | Shrine Auditorium                      |
| 35                  | 25. Januar 1975     | San Diego           | Vereinigte Staaten  | Civic Theatre                          |
| 36                  | 26. Januar 1975     | Berkeley            | Vereinigte Staaten  | Community Theatre                      |
| 37                  | 28. Januar 1975     | Phoenix             | Vereinigte Staaten  | Civic Plaza Assembly Hall              |
| 38                  | 29. Januar 1975     | San Diego           | Vereinigte Staaten  | Golden Hall                            |
| 39                  | 1. Februar 1975     | Kansas City         | Vereinigte Staaten  | Memorial Hall                          |
| 40                  | 2. Februar 1975     | Allendale           | Vereinigte Staaten  | GVSU Fieldhouse                        |
| 41                  | 3. Februar 1975     | Fort Wayne          | Vereinigte Staaten  | Allen County War Memorial Coliseum     |
| 42                  | 4. Februar 1975     | Chicago             | Vereinigte Staaten  | Arie Crown Theater                     |
| Leg 3 – Europa      |                     |                     |                     |                                        |
| 43                  | 19. Februar 1975    | Oslo                | Norwegen            | Ekeberghallen                          |
| 44                  | 21. Februar 1975    | Frederiksberg       | Danemark            | Falkoner Teatret                       |
| 45                  | 22. Februar 1975    | Hannover            | Deutschland         | Niedersachsenhalle                     |
| 46                  | 23. Februar 1975    | Berlin              | Deutschland         | Eissporthalle an der Jafféstraße       |
| 47                  | 24. Februar 1975    | Amsterdam           | Niederlande         | Theater Carré                          |
| 48                  | 26. Februar 1975    | Cambrai             | Frankreich          | Palais des Grottes                     |
| 49                  | 28. Februar 1975    | Colmar              | Frankreich          | Parc des Expositions                   |
| 50                  | 1. März 1975        | Dijon               | Frankreich          | Palais des Sports                      |
| 51                  | 2. März 1975        | Saint-Étienne       | Frankreich          | Palais des Sports                      |
| 52                  | 3. März 1975        | Paris               | Frankreich          | Palais des Sports                      |
| 53                  | 6. März 1975        | Cascais             | Portugal            | Pavilhão do Grupo Dramático e Sportivo |
| 54                  | 7. März 1975        | Cascais             | Portugal            | Pavilhão do Grupo Dramático e Sportivo |
| 55                  | 9. März 1975        | Badalona            | Spanien             | Pavelló Club Joventut                  |
| 56                  | 10. März 1975       | Badalona            | Spanien             | Pavelló Club Joventut                  |
| 57                  | 11. März 1975       | Madrid              | Spanien             | Pabellón de la Ciudad Deportiva        |
| 58                  | 17. März 1975       | Paris               | Frankreich          | Palais des Sports                      |
| 59                  | 22. März 1975       | Annecy              | Frankreich          | Parc des Expositions                   |
| 60                  | 24. März 1975       | Turin               | Italien             | Palasport                              |
| 61                  | 26. März 1975       | Offenburg           | Deutschland         | Ortenauhalle                           |
| 62                  | 27. März 1975       | Nürnberg            | Deutschland         | Messehalle                             |
| 63                  | 29. März 1975       | Bern                | Schweiz             | Festhalle                              |
| 64                  | 30. März 1975       | Saarbrücken         | Deutschland         | Saarlandhalle                          |
| 65                  | 1. April 1975       | Ludwigshafen        | Deutschland         | Friedrich-Ebert-Halle                  |
| 66                  | 2. April 1975       | Stuttgart           | Deutschland         | Messehalle Killesberg 14               |
| 67                  | 3. April 1975       | Frankfurt am Main   | Deutschland         | Jahrhunderthalle Hoechst               |
| 68                  | 4. April 1975       | München             | Deutschland         | Rudi-Sedlmayer-Halle                   |
| 69                  | 5. April 1975       | Heidelberg          | Deutschland         | Stadthalle                             |
| 70                  | 6. April 1975       | Düsseldorf          | Deutschland         | Philipshalle                           |
| 71                  | 7. April 1975       | Dortmund            | Deutschland         | Westfalenhalle                         |
| 72                  | 8. April 1975       | Hamburg             | Deutschland         | CCH                                    |
| 73                  | 10. April 1975      | Groningen           | Niederlande         | Martinihal                             |
| 74                  | 11. April 1975      | Rotterdam           | Niederlande         | Sportpaleis Ahoy’                      |
| 75                  | 12. April 1975      | Brüssel             | Belgien             | Forest National                        |
| 76                  | 14. April 1975      | London              | England             | Wembley Empire Pool                    |
| 77                  | 15. April 1975      | London              | England             | Wembley Empire Pool                    |
| 78                  | 16. April 1975      | Southampton         | England             | Gaumont Theatre                        |
| 79                  | 18. April 1975      | Liverpool           | England             | Empire Theatre                         |
| 80                  | 19. April 1975      | Liverpool           | England             | Empire Theatre                         |
| 81                  | 20. April 1975      | Liverpool           | England             | Empire Theatre                         |
| 82                  | 22. April 1975      | Edinburgh           | Schottland          | Usher Hall                             |
| 83                  | 23. April 1975      | Edinburgh           | Schottland          | Usher Hall                             |
| 84                  | 24. April 1975      | Newcastle upon Tyne | England             | City Hall                              |
| 85                  | 25. April 1975      | Newcastle upon Tyne | England             | City Hall                              |
| 86                  | 27. April 1975      | Manchester          | England             | Palace Theatre                         |
| 87                  | 28. April 1975      | Manchester          | England             | Palace Theatre                         |
| 88                  | 29. April 1975      | Bristol             | England             | Colston Hall                           |
| 89                  | 30. April 1975      | Bristol             | England             | Colston Hall                           |
| 90                  | 1. Mai 1975         | Birmingham          | England             | Hippodrome                             |
| 91                  | 2. Mai 1975         | Birmingham          | England             | Hippodrome                             |
| 92                  | 8. Mai 1975         | Antwerpen           | Belgien             | Sportpaleis                            |
| 93                  | 9. Mai 1975         | Bremen              | Deutschland         | Stadthalle                             |
| 94                  | 10. Mai 1975        | Kiel                | Deutschland         | Ostseehalle                            |
| 95                  | 11. Mai 1975        | Essen               | Deutschland         | Grugahalle                             |
| 96                  | 13. Mai 1975        | Münster             | Deutschland         | Halle Münsterland                      |
| 97                  | 14. Mai 1975        | Wiesbaden           | Deutschland         | Rhein-Main-Halle                       |
| 98                  | 15. Mai 1975        | Reims               | Frankreich          | Piscine-Patinoire Bocquaine            |
| 99                  | 16. Mai 1975        | Reims               | Frankreich          | Piscine-Patinoire Bocquaine            |
| 100                 | 18. Mai 1975        | San Sebastián       | Spanien             | Velódromo de Anoeta                    |
| 101                 | 20. Mai 1975        | Paris               | Frankreich          | Palais des Sports                      |
| 102                 | 21. Mai 1975        | Cambrai             | Frankreich          | Palais des Grottes                     |
| 103                 | 22. Mai 1975        | Besançon            | Frankreich          | Palais des Sports                      |
| xx                  | 25. Mai 1975        | Poitiers            | Frankreich          | Palais des Sports                      |
| xx                  | 26. Mai 1975        | Saint-Étienne       | Frankreich          | Palais des Sports                      |
| xx                  | 27. Mai 1975        | Toulouse            | Frankreich          | Palais des Sports                      |

## Band
- Tony Banks: Keyboards, Hintergrundgesang
- Phil Collins: Hintergrundgesang, Schlagzeug, Percussion
- Peter Gabriel: Gesang, Flöte, Oboe
- Steve Hackett: Gitarre
- Mike Rutherford: Bass, Rhythmusgitarre, Hintergrundgesang